# Río Mezén
El río Mezén (en ruso: река Мезень) es un largo río de Rusia de la vertiente del mar Blanco que discurre por la república Komi y el óblast de Arcángel. Pasa por las ciudades de Usugorsk (Усого́рск), Leshukónskoye (Лешуконское) y Mezén (Мезень), localizada a 30 km de su desembocadura.

## Geografía
El Mezén tiene una longitud de 966 km y su cuenca abarca un área de 78 760 km². Tiene su fuente en la cordillera de Timán, en la república Komi, en el oeste de los montes Urales y fluye en dirección generalmente noroeste. Vierte directamente sus aguas al mar Blanco, en la bahía de Mezén.
El río se mantiene helado de finales de octubre o principios de noviembre a finales de abril o principios de mayo. El Mezén es navegable en sus últimos 200 km, a partir de su confluencia con el Vashka. En primavera extiende su navegabilidad hasta 681 km (hasta Makar-Ib), ya que en primavera se registra un caudal de hasta 9500 m³/s. 
Sus principales afluentes son los ríos:
- Por la izquierda hidrográfica:

- río Vashka (Вашка), que desemboca en la ciudad de Leshukónskoye (Лешуконское), de una longitud de 605 km, una cuenca de 21 000 km² y un caudal de 184 m³/s;
- río Pyssa (Пысса), de una longitud de 164 km y una cuenca de 1160 km²;
- río Irva (Ирва), de una longitud de 174 km y una cuenca de 2260 km²;
- río Bolshaya Loptyuga (Большая Лоптюга), de una longitud de 160 km y una cuenca de 2030 km²;

- Por la derecha:

- río Mezénskaya Pizhma (Мезенская Пижма), de una longitud de 238 km, una cuenca de 3830 km² y un caudal de 41,9 m³/s;
- río Suda (Суда);
- río Peza (Пеза), de una longitud de 365 km, una cuenca de 15 100 km² y un caudal de 122 m³/s;

## Hidrometría
El caudal del Mezén ha sido observado durante 29 años (1965-1993) en Malonisogórskaya, una pequeña localidad situada 20 km aguas abajo de la confluencia con el río Vashka, su principal afluente, a 199 km de su desembocadura en el mar Blanco. Los importantes caudales del Peza no están, por tanto, incluidos en estas cifras.
En Malonisogórskaya, el caudal anual medio observado en este período ha sido de 649 m³/s, para una superficie drenada de 56 522 km², más o menos el 72% del total de la cuenca del río Mezén.
La lámina de agua caída en la cuenca del río llega así a la cifra de 362 mm por año, que se puede considerar como elevada. El Mezén es un curso de agua caudaloso pero fuertemente irregular. Presenta dos períodos de crecidas, las grandes de primavera y las pequeñas de otoño.
Las grandes crecidas se desarrollan en mayo (media mensual de 2810 m³/s) y junio. Desde la segunda mitad del mes de junio, el caudal del río baja fuertemente hasta un primer estiaje, en verano en el mes de agosto (353 m³/s). En septiembre el caudal remonta de nuevo bajo el efecto de las precipitaciones otoñales que conlleva una pequeña cima en el gráfico en octubre. 
A continuación se desarrolla el largo estiaje de invierno que tiene lugar de diciembre a marzo incluido. El caudal medio mensual observado en marzo (mínimo de estiaje), atiende a 132 m³/s, lo que significa 21 veces menos que el caudal del mes de mayo y que muestra la amplitud de las variaciones estacionales. En los 29 años del período de observación, el caudal mensual inferior ha sido 102 m³/s (mínimo apreciable) mientras que el máximo ha sido de 3970 m³/s.
| Caudal medio mensual del Mezén en la estación hidrológica de Malonisogórskaya (Datos calculados en 1965-1993, 29 años; en m³/s) |
| |